# Belén López
Pour les articles homonymes, voir López.
Belén López Morales, née le 18 avril 1984 à Rota, est une coureuse cycliste espagnole.

## Palmarès sur route
- 2007
  - 3e du GP San Isidro
- 2008
  - 3e du GP San Isidro
- 2009
  - 2e du championnat d'Espagne sur route
- 2010
  - 3e du GP San Isidro
- 2011
  - GP San Isidro
  - 3e du championnat d'Espagne du contre-la-montre
- 2012
  - 3e du championnat d'Espagne du contre-la-montre
- 2013
  - Coupe d'Espagne
  - Clasica de la Montana Palentina
  - Emakumeen Aiztondo Sari Nagusia
  - 2e de Trofeo Gobierno de la Rioja
  - 3e du championnat d'Espagne du contre-la-montre
- 2014
  - Coupe d'Espagne
  - Trofeo Gobierno de la Rioja
  - 2e du championnat d'Espagne du contre-la-montre
- 2015
  - Coupe d'Espagne
  - Tour de Burgos
  - 2e de Trofeo Ria de Marin
  - 3e de Trofeo Mapfre Jonny

## Palmarès sur piste

### Championnats nationaux
- 2002
  -  Championne d'Espagne du keirin
  -  Championne d'Espagne de la vitesse
- 2003
  -  Championne d'Espagne du keirin
  -  Championne d'Espagne de la vitesse
  - 2e du 500 mètres
  - 2e de la poursuite
  - 2e du scratch
  - 2e de la course aux points
- 2004
  - 3e du keirin
  - 3e de la vitesse
- 2005
  - 2e de la vitesse
  - 3e du 500 mètres
  - 3e de la course aux points
- 2006
  - 3e du keirin
  - 3e de la course aux points